# Georg Cufodontis
Georg Cufodontis (* 3. August 1896 in Triest; † 18. November 1974 in Wien) war ein k. u. k. österreichischer, italienischer Botaniker und Professor. Sein botanisches Autorenkürzel lautet „Cufod.“; früher war auch das Kürzel „Cuf.“ in Gebrauch.

## Leben

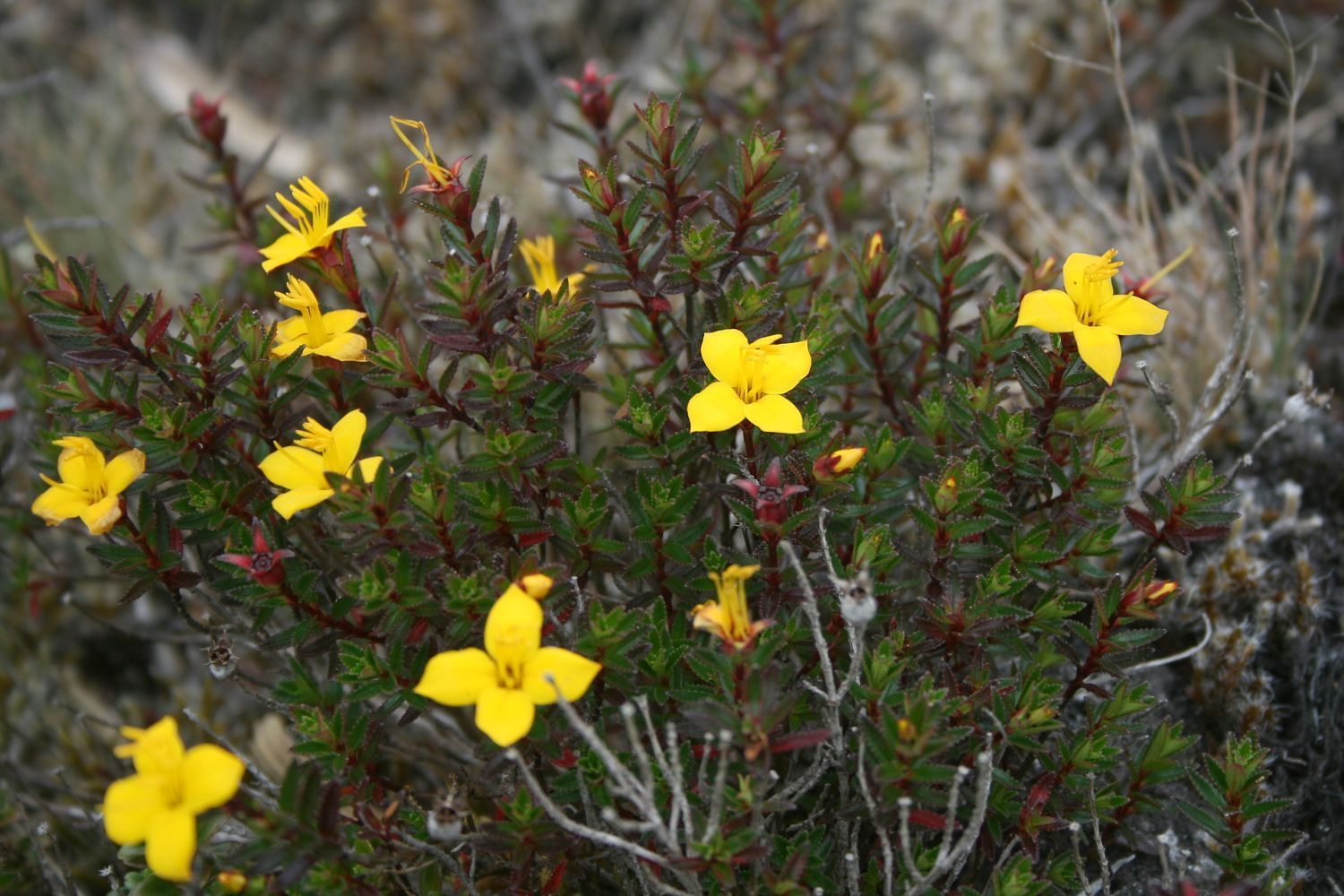
Chaetolepis cufodontisii aus Costa Rica ist nach Georg Cufodontis benannt.

Cufodontis besuchte die Schule in Triest. Nach der Matura im April 1915 immatrikulierte er sich an der Universität Wien und studierte Biologie. Während des Studiums wurde er Mitglied des Corps Saxonia Wien. Nach der Promotion im Dezember 1921 ging er auf Reisen und arbeitete teils im elterlichen Unternehmen. Durch privates Vermögen finanziell abgesichert verbrachte er sodann die Jahre 1927 bis 1933 mit privaten naturwissenschaftlichen Studien am Naturhistorischen Museum in Wien. 1930 nahm er als Botaniker an einer österreichischen wissenschaftlichen Expedition nach Costa Rica teil. Dabei gelang ihm die Erstbeschreibung neuer Pflanzenarten. 1934 nahm Cufodontis eine Anstellung als Assistent an der Universität Genua an, wurde dort jedoch 1938 wegen der Weigerung, Mitglied der faschistischen Partei zu werden, wieder entlassen. Er kehrte deshalb nach Wien zurück und war dort zunächst 1940 kurzzeitig Angestellter am Naturhistorischen Museum und dann bis 1943 kommissarischer Leiter der Staatsgärten Wiens. 1947 habilitierte er sich als Privatdozent für Systematische Botanik und Pflanzengeographie und wechselte 1949 an das Botanische Institut der Universität Wien, dessen Leiter er auch wurde. 1954 wurde er zum außerordentlichen und 1964 zum ordentlichen Professor ernannt.

## Ehrungen
Nach Cufodontis benannt wurde die Gattung Cufodontia Woodson aus der Familie der Hundsgiftgewächse (Apocynaceae).

## Werke
- Kritische Revision von Senecio sectio Tephroseris. Selbstverlag, Dahlem bei Berlin 1933.
- Die botanischen Ergebnisse von Fr. J. Bieber’s Reisen in Äthiopien. Wien 1947.
- Übersicht der afrikanischen Hibiscus-Arten aus der Sektion Bombycella. In: Annalen des Naturhistorischen Museums in Wien. Band 56, S. 24–59 (zobodat.at [PDF]).
- Erster Versuch einer Entwirrung des Komplexes „Kalanchoe laciniata (L.) DC.“ In: Bulletin du Jardin botanique de l’État a Bruxelles. Band 27, Nr. 4, Dezember 1957, S. 709–718.
- Drei neue Arten von Kalanchoë aus Kenya und Tanzania. In: Plant Systematics and Evolution. Band 114, Nr. 2, 1967, ISSN 0378-2697, S. 149–155.
- Enumeratio Plantarum Aethiopiae Spermatophyta. (25 Bände, 1953–1972).
- Supplement: Enumeratio Plantarum Aethiopiae Spermatophyta (Sequentia). In: Bulletin du Jardin botanique national de Belgique / Bulletin van de National Plantentuin van België. Band 39, Nr. 3, September 1969, S. 1339–1386.
- Crassulaceae, Celastraceae, Thymelaeaceae und Compositae aus dem Tanasee-Gebiet und dem Semyen-Gebirge (= Stuttgarter Beiträge zur Naturkunde aus dem Staatlichen Museum für Naturkunde in Stuttgart. Nr. 195). 1968.
- Nouvelle flore de la Belgique, du Grand-Duché de Luxembourg, du nord de la France et des régions voisines. 1974.